# Маньчжурия под оккупацией СССР
После Второй мировой войны Маньчжурия с сентября 1945 года по май 1946 года оставалась под оккупацией СССР.

## Предыстория
Маньчжурия уже была под российской оккупацией, это произошло в 1900 году после подавления восстания ихэтуаней русскими войсками.
В 1931 году японцы вторглись в северо-восточную часть Китая и образовали там марионеточное государство Маньчжоу-го; всякие попытки остатков китайских войск организовать сопротивление и партизанское движение были подавлены к концу 1930-х годов. В Китае в это время шла гражданская война между силами партии гоминьдан, находящейся у власти в Китайской Республике, и китайскими коммунистами. В 1937 году гоминьдан и КПК согласились остановить войну и ради отражения японской агрессии создали Второй объединённый фронт; войска китайских коммунистов были формально включены в структуру вооружённых сил Китайской Республики и стали именоваться «8-й армией». Однако даже эти объединённые войска с трудом противостояли японцам, и за восемь лет войны гоминьдановцы оказались оттеснены далеко на юго-запад, а коммунисты в основном удерживали партизанские «освобождённые районы» в тылу у японских войск в горах на севере Китая.
В феврале 1945 года на Ялтинской конференции лидеры стран Антигитлеровской коалиции Сталин, Рузвельт и Черчилль подписали соглашение, согласно которому СССР обязался вступить в войну на стороне Союзников против Японии через 2-3 месяца после капитуляции Германии и окончания войны в Европе, однако обставил своё согласие рядом условий. В связи с тем, что советские условия касались в том числе и Китая, глава которого в конференции не участвовал, 30 июня 1945 года начались советско-китайские переговоры в Москве. Поскольку советские условия превышали возможности уступок со стороны других участников Ялтинских соглашений, 14 июля 1945 года переговоры были прерваны. Однако США требовалось участие СССР в войне с Японией, также они были не против получения гарантий отказа СССР от поддержки КПК, поэтому в результате давления Соединённых Штатов 7 августа 1945 года переговоры возобновились. Чан Кайши был готов заплатить определённую цену за союз с СССР в случае получения от советского правительства гарантий того, что оно не будет поддерживать китайских коммунистов. Советская сторона предоставила гарантии поддержки гоминьдановского правительства, заявила о невмешательстве во внутренние дела Китая, и даже согласилась на условие Чан Кайши о проведении референдума по вопросу о предоставлении независимости Внешней Монголии. В результате 14 августа 1945 года был подписан «Советско-китайский договор о дружбе и союзе».
8 августа 1945 года СССР объявил войну Японии, и к середине сентября 1945 года были подавлены последние очаги сопротивления противника на территории северо-восточного Китая.

## Ход событий
Советское правительство заявило, что советские войска будут выведены из северо-восточных провинций Китая (за исключением Квантунской области) в течение трёх месяцев после капитуляции Японии. Однако это привело бы к возникновению вакуума власти на территории, почти 15 лет находившейся вне контроля центрального китайского правительства: находящиеся далеко на юго-западе гоминьдановские войска, которым нужно было ещё занимать основные промышленные районы страны на восточном побережье после капитуляции японских войск, в условиях разрушенной войной транспортной инфраструктуры чисто физически не могли прибыть в разумные сроки во все пункты, где требовалось их присутствие. Поэтому Чан Кайши отправил воздушным транспортом на Северо-Восток ряд чиновников, которые должны были занять высшие посты в местной администрации, а в остальном объявил, что все структуры власти должны продолжать функционировать в прежнем режиме, а войска бывших марионеточных прояпонских правительств объявляются войсками Центрального правительства Китайской Республики. Однако, так как на территории Маньчжурии приём капитуляции осуществляли советские войска, то войска Маньчжоу-го и Мэнцзяна были ими разоружены и распущены.
После вступления СССР в войну с Японией китайские коммунисты направили из Хэбэй-Жэхэ-Ляонинского освобождённого района группировку войск под командованием Цзэн Кэлиня на северо-восток, для установления контакта с советскими войсками и совместной борьбы с японцами. Взяв вместе с советскими войсками Шаньхайгуань и Цзиньчжоу, Цзэн Кэлинь затем прибыл в Шэньян, и сообщил об обстановке на Северо-Востоке в Центральный комитет КПК. В войсках Цзэн Кэлиня было много местных уроженцев, которые в своё время служили под командованием Чжан Сюэляна и после японской оккупации Маньчжурии были вынуждены покинуть родные места, а после того, как Чан Кайши в 1936 году арестовал Чжан Сюэляна, добровольно перешли на сторону коммунистов. Используя их связи на местах и оружие, конфискованное у капитулировавших японских и марионеточных войск, Цзэн Кэлинь начал быстро увеличивать численность своей группировки.
Советская оккупационная администрация оказалась в щекотливой ситуации: советско-китайский договор прямо запрещал вмешательство во внутренние дела Китая. Поэтому на переговорах между Цзэн Кэлинем и генерал-полковником А. Г. Кравченко было достигнуто соглашение о том, что эти формируемые части будут называться не «8-й армией», а «Северо-Восточной народной самоуправляющейся армией»: это позволило советскому командованию сделать вид, что речь идёт о местных войсках народного ополчения, занимающихся поддержанием порядка. Также, учитывая сложность ситуации, в которой находятся советские власти, китайские коммунисты согласились не претендовать над контроль над городами, в которых находятся советские оккупационные войска, и занялись организацией народного самоуправления в более мелких уездных городах и сельской местности.
В начале ноября в Китае начались вооружённые столкновения между гоминьдановцами и коммунистами. Так как войскам коммунистов удалось, опередив гоминьдановцев, занять ряд важных стратегических пунктов на пути из Северного Китая в Маньчжурию, то эскадра 7-го Тихоокеанского флота США, которая не смогла 5 ноября высадить шесть гоминьдановских дивизий в Хулудао и Инкоу, попыталась сделать это в Порт-Артуре и Дальнем, но советская сторона, ссылаясь на советско-китайский договор, запретила это. Так как центральное китайское правительство в этих условиях не могло бы занять оставляемые советскими частями станции Китайско-Чанчуньской железной дороги, то по просьбе китайской стороны советское командование 30 ноября приостановило начавшийся в ноябре вывод советских оккупационных войск. При первой же возможности, чтобы не быть втянутым в решение внутрикитайских проблем, советское командование возобновило вывод войск, но 9 декабря китайская сторона опять попросила его приостановить.
С 16 по 26 декабря в Москве прошло совещание министров иностранных дел СССР, США и Великобритании. Советское правительство настаивало на одновременном выводе из Китая советских и американских войск не позднее января 1946 года; госсекретарь США Бирнс обусловил выполнение этого требования согласием на него китайского правительства. В конце декабря на переговоры в Москву прилетел сын Чан Кайши Цзян Цзинго; в беседе с ним И. В. Сталин предупредил, чтобы ни один американский солдат не высадился в Китае, в противном случае будет трудно решить проблему Северо-Востока.
В это время произошло обострение отношений между СССР и правительством Китайской Республики по вопросу о трофеях. Чан Кайши считал, что всё, что находится на территории китайского Северо-Востока, является китайской собственностью. СССР полагал, что то, что было построено японцами в Маньчжоу-го, Китаю не принадлежит, а является законным военным трофеем, и начал вывоз производственного оборудования в СССР. С подачи Чан Кайши в китайских городах были организованы антисоветские выступления. В ответ на это советская оккупационная администрация в Маньчжурии начала более тесно взаимодействовать с китайскими коммунистами, ставя их в известность о графике вывода советских войск. В результате, при формальном соблюдении условий всех соглашений, китайские коммунисты занимали города, как только их покидал последний советский эшелон.
Эвакуация советских войск из северо-восточных провинций Китая (за исключением Квантунской области) завершилась 3 мая 1946 года.

## Экономика
В связи с задержкой советских войск на китайском Северо-Востоке, властям пришлось озаботиться проблемой снабжения гарнизонов продовольствием и самыми необходимыми вещами. Денежное обращение Китая находилось в хаотическом состоянии, единого эмиссионного центра не существовало. В этих условиях для оплаты закупок продовольствия и других товаров и услуг, необходимых для обеспечения советских воинских частей, советским военным командованием был начат выпуск военных денег, эмиссия которых продолжалась вплоть до вывода советских войск. Эти деньги с наклеенными знаками подтверждения продолжали использоваться в обращении до выпуска новых денежных знаков Китая.

## Итоги и последствия
Дружественный нейтралитет советской оккупационной администрации позволил китайским коммунистам закрепиться на китайском Северо-Востоке и образовать там «Маньчжурскую революционную базу». После возобновления полномасштабной гражданской войны наличие такого мощного тыла позволило китайским коммунистам создать вместо партизанских частей полноценную регулярную армию и разгромить гоминьдановцев.